# Elisabeth af Mecklenburg-Schwerin
Elisabeth af Mecklenburg-Schwerin (10. august 1869 – 3. september 1955) var en tysk prinsesse af Mecklenburg-Schwerin, der var den sidste storhertuginde af Oldenburg fra 1900 til 1918 som ægtefælle til Storhertug Frederik August 2. af Oldenburg.

## Biografi
Elisabeth blev født den 10. august 1869 i Schwerin i Mecklenburg som hertuginde af Mecklenburg-Schwerin. Hun var ottende barn og tredje datter af Storhertug Frederik Frans 2. af Mecklenburg-Schwerin i hans tredje ægteskab med Prinsesse Marie af Schwarzburg-Rudolstadt.
Elisabeth giftede sig den 24. oktober 1896 i Schwerin med arvestorhertug Frederik August af Oldenburg, søn af storhertug Peter 2. af Oldenburg og Elisabeth af Sachsen-Altenburg.
Frederik August efterfulgte sin far som storhertug i 1900, og Elisabeth blev storhertuginde. Han måtte abdicere, da monarkierne blev afskaffet i Tyskland ved Novemberrevolutionen i 1918 umiddelbart før afslutningen af 1. verdenskrig.
Storhertug Frederik August døde i 1931. Elisabeth overlevede sin mand med 24 år og døde den 3. september 1955 i Schaumburg i Vesttyskland.

## Børn
Storhertuginde Elisabeth og Storhertug Frederik August fik fem børn:
- Nikolaus (1897-1970), Arvestorhertug af Oldenburg

∞ Prinsesse Helena af Waldeck og Pyrmont (1899-1948)
- Alexandrine (1900-1900)
- Frederik August (1900-1900)
- Ingeborg Alix (1901-1996)

∞ Prins Stephan af Schaumburg-Lippe (1891-1965)
- Altburg (1903-2001)

∞ Arveprins Josias af Waldeck og Pyrmont